# Anders Johan Afzelius
Anders Johan Afzelius (pseudonym Afze), född den 13 december 1817 i Alingsås församling i Älvsborgs län, död (självmord) den 14 januari 1865 i Simrishamns församling i Kristianstads län, var en svensk författare och ämbetsman.

## Biografi
Anders Johan Afzelius var son till kyrkoherden Lars Peter Afzelius i Alingsås, brorson till Arvid August Afzelius och farfars far till Adam Afzelius.
Han blev student vid Lunds universitet 1842, och skrevs 1847 in i åtskilliga ämbetsverk i Stockholm.
Då slesvig-holsteinska kriget 1848–1849 bröt ut befann han sig i Stockholm såsom extra ordinarie i verken. Han höll nu sina löften från de skandinavistiska studentmötenas dagar, deltog i kriget, blev premiärlöjtnant och dannebrogsriddare.
Efter hemkomsten år 1849 blev han anställd som kustsergeant i Skåne och 1855 som tullinspektor i Simrishamn. Flera av Afzelius verser tonsattes av honom själv eller av Otto Lindblad och blev mycket populära.
Mellan 1849 och 1851 var han gift med den danska dansösen Augusta Nielsen. År 1858 gifte han om sig med Maria Lovisa Ljunggren.
Då han angreps av en sjukdom, som inte tycktes gå att bota, begick han självmord genom att sätta ett skott i hjärtat.